# Hansel and Gretel (film 1923)
Hansel and Gretel è un cortometraggio muto del 1923 scritto e diretto da Alfred J. Goulding.
Si tratta del terzo adattamento del cinema muto della favola di Hänsel e Gretel dei Fratelli Grimm. Protagonisti sono gli attori bambini Buddy Williams (Hänsel) e Baby Peggy (Gretel).

## Produzione
Il film fu prodotto dalla Century Film.

## Distribuzione
Distribuito dall'Universal Pictures, il film - un cortometraggio in due bobine - uscì nelle sale cinematografiche USA il 26 dicembre 1923.